# Bellatti, Shirhatti
Bellatti là một làng thuộc tehsil Shirhatti, huyện Gadag, bang Karnataka, Ấn Độ.